# Národní park Pentagoet
Pentagoet (Pentagoet Archeological District) je americká Národní historická památka (National Historic Landmark District), která se nachází na jižním okraji poloostrova Bagaduce v Castine ve státě Maine. Nalézá se na místě původní opevněné obchodní stanice ze 17. století Fort Pentagoet, kterou založili obchodníci s kožešinami z francouzské Akádie. Akádie byla kolonie Nové Francie v Severní Americe, která zahrnovala části východního Quebeku, provincii Maritime a Maine až k řece Kennebeku. Od roku 1635 do roku 1654 bylo toto místo obchodním centrem pro Indiány z kmene Abenaků a tvořilo západní hranici Akádie s Novou Anglií. Od roku 1654 do roku 1670 byla obchodní stanice pod anglickou kontrolou, poté bylo místo navráceno Francii Bredskou smlouvou uzavřenou v roce 1667. Pevnost byla zničena v roce 1674 nizozemskými nájezdníky. Místo bylo prohlášeno národní historickou památkou 12. dubna 1993. Nyní je to veřejný park.

## Historie
Oblast je součástí historického území Abenaků, zejména kmene Penobscot. Rozkládá se na poloostrově Bagaduce, kde řeka Bagaduce vytváří zátoku, ve které Claude de Saint-Etienne de la Tour (c. 1570 – po roce 1636) založil malé obchodní místo sloužící k obchodování s Indiány kmene Tarrantine, nyní nazývaných Penobscotové. Místo později přešlo pod kontrolu anglických kolonistů z Plymouthu. Angličané se území zmocnili v roce 1629, obchodovali zde do roku 1635. Území bylo vráceno Francii jako součást smlouvy ze Saint-Germain-en-Laye podepsané 29. března 1632. Smlouva vracela pod kontrolu Nové Francie Quebec, Akádii a Cape Breton (ostrov o rozloze 3 981 km2, představující 18,7% celkové rozlohy Nového Skotska). 
V roce 1635 zde Charles de Menou d'Aulnay, guvernér francouzského území Akádie zřídil opevněné obchodní místo. Abenakové zde vyměňovali losí kůže, tulení a bobří kožešiny a jiné zboží za evropské komodity.

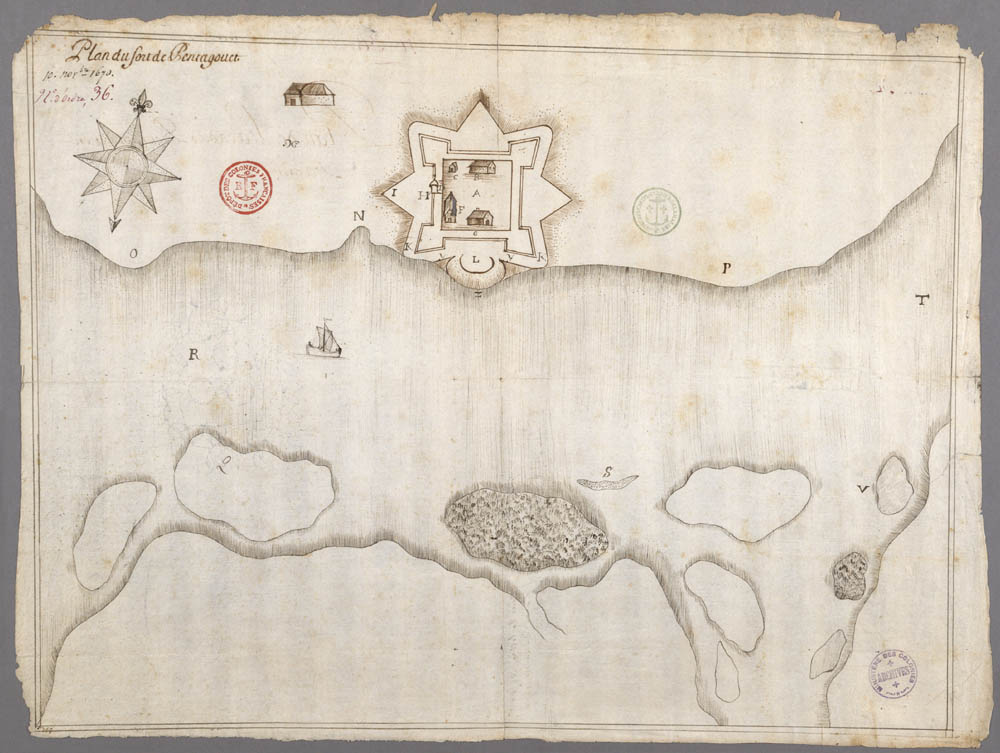
Fort Pentagoet v roce 1670

V roce 1635 došlo ke konfliktu mezi Charlesem de Menou d'Aulnay se synem Clauda de la Tour Charlesem v tzv. akadské občanské válce (Acadian Civil War). Konečné vítězství v tomto konfliktu slavil la Tour. Poté co d'Aulnay zemřel, se la Tour se oženil s jeho vdovou a tak spravoval toto obchodní místo on i následní francouzští guvernéři až do roku 1654, kdy se Akádie opět zmocnili Angličané. Pod jejich kontrolou zůstala až do roku 1670, ale obchodní stanoviště zřejmě nadále řídili francouzští obchodníci. Obchodní stanice byla navrácena Francii Bredskou smlouvou z roku 1667. V roce 1674 bylo místo kompletně zničeno nizozemskými nájezdníky. Další osídlování oblasti pokračovalo pomalu, částečně kvůli válce krále Filipa, velkému povstání domorodých Američanů v Nové Anglii (1675–78).

## Archeologie
Na místě pevnosti byla počátkem 80. let 20. století provedena řada archeologických vykopávek. Byla odhalena přibližně polovina vnitřní části pevnosti. Řada hlavních objektů, včetně kasáren, kostela, skladiště zbraní, dílny a místa předpokládaného domu Charlese de Menou d'Aulnay byla identifikována buď přímým prozkoumáním nebo za pomoci radaru.
Oblast byla zapsána jako Národní historická památka do Národního registru historických míst (National Register of Historic Places) v roce 1993.